# Hydraena paraguayensis
Hydraena paraguayensis är en skalbaggsart som beskrevs av Emile Janssens 1972. Hydraena paraguayensis ingår i släktet Hydraena och familjen vattenbrynsbaggar. Inga underarter finns listade i Catalogue of Life.